# Майор Грім: Гра
«Майо́р Грім: Гра» (рос. Майор Гром: Игра) — російський супергеройський пригодницький фільм 2024 року режисера Олега Трофіма з Тихоном Жизневським у головній ролі, заснований на серії коміксів «Майор Грім» російського видавництва Bubble Comics, а саме на сюжетній арці «Гра». Створений Bubble Studios разом із «Плюс Студією» та поширений кінопрокатною компанією «Централ Партнершип», проєкт є прямим продовженням фільму «Майор Грім: Чумний Доктор» (2021) та третьою кінострічкою в медіафраншизі «Кіновсесвіт Bubble».

## Сюжет
Фільм відбувається в Санкт-Петербурзі через рік після того, як майор поліції Ігор Грім спіймав серійного вбивцю Чумного Доктора, який виявився мільярдером Сергієм Разумовським. Грім, популярний серед містян, разом із напарником Дмитром Дубіним придушує бунт у в'язниці. Тим часом генерал-лейтенант Марія Архіпова планує реформу поліції, замінивши співробітників бойовими дронами, і демонструє їхню ефективність.
На Грома здійснюють замах, і він виявляє, що противник, прозваний Привидом, влаштовує теракти по всьому місту. Грім з'ясовує, що Привид — найманець Олег Волков, а Разумовський і його альтер его Птах відіграють ключову роль у цих подіях. Разумовський і Волков в кінцевому підсумку ведуть боротьбу, яка призводить до масових жертв і відключення дронів.
У результаті, Разумовський помирає, Грім йде у відставку, а місто сумує. У сцені після титрів Грома починають вивчати як потенційну «надлюдину».

## Акторський склад
- Тихон Жизневський — Ігор Грім[3]
- Любов Аксьонова — Юлія Пчолкіна[3]
- Олександр Сетейкін — Дмитро Дубін[3]
- Сергій Горошко — Сергій Разумовський[4]
- Дмитро Чеботарьов — Олег Волков[5]
- Матвій Ликов — Август ван дер Хольт[6]
- Ольга Сутулова — Марія Архіпова[6]
- Олексій Маклаков — Федір Прокопенко[3]
- Костянтин Хабенський — доктор Веньямін Рубінштейн[4]
- Андрій Трушин — Отто Шрайбер[6]